# Gollum Wiki
Gollum ist ein Wiki, welches Git als Back-End benutzt. Es ist größtenteils in Ruby geschrieben. Es ist das Wiki, das von GitHub, einem webbasierten Online-Dienst, der von Software-Entwicklungsprojekten benutzt wird, eingesetzt wird.

## Unterstützte Formate
Bei einem Gollum Wiki handelt es sich um ein Git Repository, welches Dateien mit Gollum-Seiten enthält. Gollum-Seiten können in unterschiedlichen vereinfachten Auszeichnungssprachen geschrieben werden. Diese sind:
- AsciiDoc
- Creole
- Markdown
- MediaWiki
- Org-mode
- Plain text
- Plain Old Documentation (Pod)
- RDoc
- reStructuredText
- Textile

## Bearbeiten
Die Seiten können entweder durch das Web-Interface, durch die API oder durch einen Texteditor direkt im Git Repository bearbeitet werden.